# Cionothrix cupaniae
Cionothrix cupaniae är en svampart som beskrevs av Arthur & J.R. Johnst. 1918. Cionothrix cupaniae ingår i släktet Cionothrix och familjen Pucciniosiraceae.   Inga underarter finns listade i Catalogue of Life.